# Hemel Hempstead
Hemel Hempstead è una città di 85496 abitanti della contea dell'Hertfordshire, in Inghilterra.

## Geografia fisica

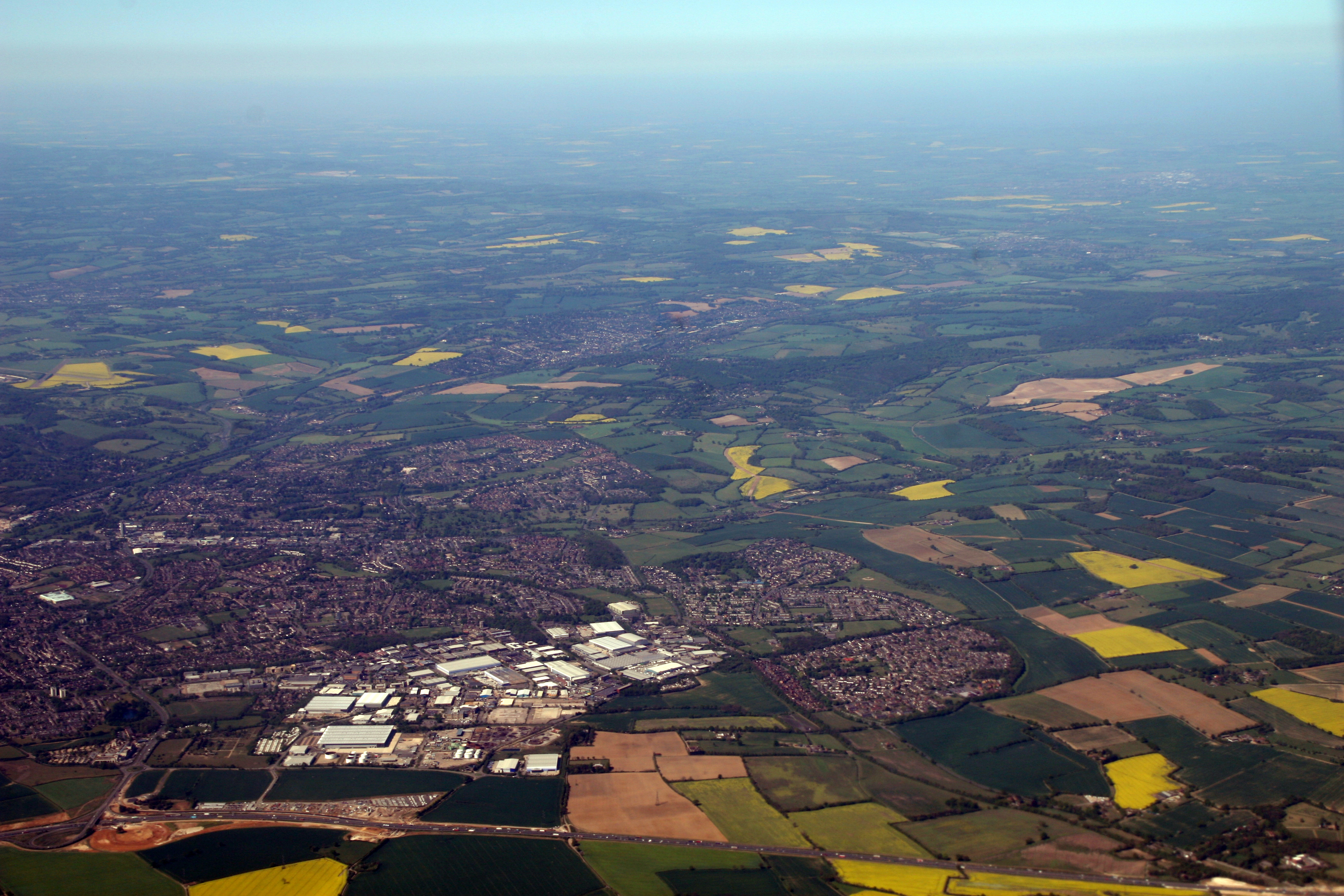
Veduta aerea di Hemel Hempstead.

Hemel Hempstead è situata sulla confluenza dei fiumi Gade e Bulbourne, a 27 miglia (43 km) a nord-ovest dal centro di Londra.
Confina a nord e a ovest da boschi e da Berkhamsted. A sud si trovano Watford e gli inizi del Greater London conurbation. A est si trova St Albans, una storica cattedrale e la città del mercato e ora, come Hemel Hempstead, parte della cintura dei pendolari di Londra. Forse la migliore vista di Hemel Hempstead è dalla parte superiore del Roughdown Common, una collina di gesso, a sud della città.

## Origine
Originariamente venne chiamata Henamsted o Hean-Hempsted, vale a dire ad alta Hempstead, ai tempi degli anglosassoni e al tempo di Guglielmo il Conquistatore era conosciuta con il nome di Hemel-Amstede.

## Storia
Resti di ville romane e insediamenti agricoli sono stati trovati a Boxmoor e Gadebridge. A Highfield si trova un tumulto romano ben conservato. La St Mary's Church fu costruita nel 1140, ed è considerata come uno dei migliori chiese parrocchiali normanne della contea.
Dopo la conquista normanna, Robert, conte di Mortain, il fratellastro di Guglielmo il Conquistatore, gli è stato concesso terre associate al Castello Berkhamsted che comprendeva Hemel Hempstead.
Nel 1290 il nipote di Giovanni d'Inghilterra, il conte di Cornovaglia, diede il maniero all'ordine religioso dei bonhommes quando ha dotato il monastero di Ashridge. La città rimase parte dei possedimenti del monastero fino alla Riforma e la rottura di Ashridge nel 1539.
Enrico VIII e Anna Bolena soggiornarono nella città.
Durante la seconda guerra mondiale novanta bombe ad alto esplosivo sono state sganciate sulla città dalla Luftwaffe. L'incidente più noto era il 10 maggio 1942, quando vennero uccise, durante un bombardamento, otto persone. Le vicine fabbriche Dickinson, che sono state utilizzate per la produzione di munizioni, erano il bersaglio.

## Economia
Storicamente la zona era dedita alla produzione di cereali. Il gesso, su cui Hemel è in gran parte costruita, ha avuto un valore commerciale ed è stato estratto e sfruttato per il miglioramento dei terreni agricoli e per la sua costruzione nel XVIII secolo. Nell'area Highbarns, ora residenziale, c'è stato un crollo nel 2007 di una sezione di vecchie strutture di gesso e studi geologici sono stati intrapresi per mostrare la portata di tali lavorazioni.
Oggi Hemel dispone sul suo territorio di società di ingegneria e ha attirato un numero significativo di aziende informatiche e delle telecomunicazioni, aiutato in questo dalla sua vicinanza a Londra ed alla rete autostradale del Regno Unito.
Aziende di rilievo con una presenza locale sono:
- ACT (ex Apricot Computers);
- Amazon.com ha un magazzino di distribuzione sul Maylands Business Park accanto al deposito di petrolio di Bucefield;
- Aquascutum, produttore di abbigliamento;
- ASOS.com, dipartimento di Customer Care di grande rivenditore di moda online del Regno Unito;
- Bourne Leisure;
- BP Oil;
- BSI Product Services;
- British Telecom;
- Dixons Retail;
- Dixons, rivenditore elettrico (sede nazionale);
- DuPont, petrolchimica;
- Epson;
- Aon Hewitt;
- Kodak;
- Next plc;
- Northgate Information Solutions;
- Sappi;
- Steria;
- Unisys;
- Xerox Corporation.

## Infrastrutture e trasporti

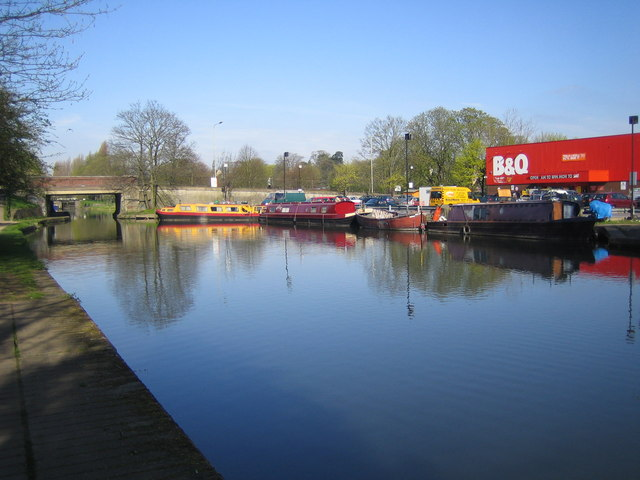
Grand Union Canal.

Nel 1798 venne costruito il Grand Junction Canal. Oggi gran parte del Grand Union Canal è percorso dai narrowboat.
La stazione ferroviaria di Hemel Hempstead si trova a 1 miglio a sud della città. Esisteva una stazione ferroviaria nel centro della città, conosciuta come la stazione di Midland. Questa stazione chiuse nel 1947 ed è stata demolita nel 1969.
La stazione degli autobus di Hemel Hempstead si trova a Waterhouse Street. Nel 2013 il Consiglio ha annunciato che la stazione degli autobus sarà demolita e sostituita con un nuovo interscambio vicino al centro commerciale Marlowes su Bridge Street. Il progetto dovrebbe essere completato entro settembre 2014.
Nel 1990 venne realizzata la A41. Hemel Hempstead è collegata anche alla M1 a est e l'M25 a sud.

## Amministrazione

### Gemellaggi
- Neu-Isenburg, Germania